# جوزيبي مسينا
جوزيبي مسينا (بالإيطالية: Giuseppe Messina)‏ هو لاعب كرة قدم إيطالي في مركز حراسة المرمى، ولد في 12 فبراير 1993 في إنا في إيطاليا. لعب مع نادي برو باتاريا ونادي ريجيانا 1919 ونادي كاتانيا.